# Auditorium Conciliazione
El Auditorium Conciliazione (o Auditorium della Conciliazione, antes conocido como Auditorium Pio y Auditorium di Santa Cecilia) es una sala de audiencias y de conciertos situada en el número 4 de la Via della Conciliazione de la Ciudad del Vaticano. Obra del arquitecto Marcello Piacentini, fue inaugurado en 1950. En 1958 se convirtió en sede de la Orquesta de la Academia Nacional de Santa Cecilia. Actualmente en esta sala tienen lugar los conciertos de abono de la Orquesta Sinfónica de Roma.

## Sala de audiencias pontificias
La Sala de Audiencias surgió dentro del plan de reordenamiento urbanístico de la zona, cuando se derribaron varias manzanas de casas para crear una perspectiva despejada (la Via della Conciliazione) que llevara directamente hacia la plaza de San Pedro. Los trabajos de derribo y reconstrucción fueron auspiciados por el gobierno fascista de Benito Mussolini, comenzaron en los años 30 y se mantuvieron, no sin polémica, hasta después de la Segunda Guerra Mundial. 
Las obras de la Sala de Audiencias (diseñada Marcello Piacentini) se terminaron para el año santo de 1950 y fue inaugurada por Pío XII. Forma parte de un edificio donde también hay oficinas y un albergue para peregrinos.
Aparte de las multitudinarias audiencias pontificias, en la sala también tenían lugar proyecciones cinematográficas de obras religiosas, conciertos y otros grandes eventos.

## Sala de conciertos
Fue la sede de la Orquesta Sinfónica de la Academia Nacional de Santa Cecilia, que dio su primer concierto en esta sala en 1958 dirigida por Fernando Previtali, con el pianista Arthur Rubinstein. En 1971 dejó de usarse para las audiencias papales al inaugurar Pablo VI la Sala Nervi (llamada así por ser obra del arquitecto Pier Luigi Nervi; su nombre actual es Aula Pablo VI). 
En 1975 Gino Pavolini y en los años 90 Antonino Gallo Curcio, Flavio Fellini y Fabrizio De Cesaris realizaron algunas modificaciones para mejorar la acústica del auditorio, que se mantuvo como sede de conciertos de la Orquesta de la Academia de Santa Cecilia hasta 2003, fecha en la que la orquesta se trasladó al nuevo Auditorium Parco della Musica diseñado por Renzo Piano.
Durante estos años, la sala fue conocida como Auditorium di Santa Cecilia.

## Premio David de Donatello
Tras el traslado de la Orquesta de Santa Cecilia, el teatro tuvo una nueva remodelación entre 2004 y 2005 y estuvo cerrado durante diez meses. El 29 de abril de 2005 reabrió sus puertas con la ceremonia de entrega de los Premios David de Donatello de la Academia Italiana de Cine. Posteriormente, este auditorio ha vuelto a ser el escenario de esta misma ceremonia.